# Dávid Szauder
Dávid Szauder (Hongria, 1976) és un artista i creador multimèdia hongarès, conegut per l'ús pioner de la intel·ligència artificial (IA) en la creació artística i el disseny contemporani. Resideix a Berlín, on treballa com a professional creatiu, comissari d'exposicions i assessor artístic. Va estudiar història de l’art a la Universitat Loránd Eötvös (ELTE) i art multimèdia a la Universitat d’Arts Visuals de Budapest, i va completar estudis de màster a l’Escola de Ciències i Arts del Disseny d’Aalto a Helsinki. Des de 2023, imparteix cursos de intel·ligència artificial a la Universitat d’Art Moholy-Nagy (MOME).

## Obra
La seva obra combina pintura, fotografia, animació i elements de disseny generats amb IA, explorant la relació entre humans i màquines, així com la intersecció entre tradició i tecnologia. Els seus projectes solen integrar literatura i arts visuals, com ara, les seves animacions basades en poemes de Sándor Petőfi.
Entre les seves creacions destacades hi ha Tango in Wonderland, un mural dinàmic presentat al festival Valon kaupunki de Jyväskylä el 2024, que utilitza IA per explorar situacions socials i qüestions sensibles. També ha desenvolupat la sèrie Folkloric Robots, amb figures humanoides que incorporen patrons folklòrics generats per IA, i el projecte Thermosphere Wallpaper, que evoca un cosmos digital. De manera similar, la videoinstal·lació Beleuchtete Leinwände utilitza IA per donar vida a pintures d’artistes hongaresos i belgues, combinant valors culturals europeus amb innovació digital. Aquesta obra es va presentar durant el Bright Festival de 2024 a Brussel·les.
D'altra banda, Szauder ha col·laborat amb freeform.ourcollective en la col·lecció de paper pintat Spheres, produïda per Tecnografica, caracteritzada per composicions úniques sense patrons repetits i adaptades a la mida de cada paret. Aquesta sèrie s’ha exposat en esdeveniments com la Berlin Design Week i l’exposició Innenraum al Collegium Hungaricum Berlin (2024).
Ha estat reconegut internacionalment, amb presentacions en el Festival Ars Electronica, el Festival de les Llums de Berlín i en publicacions com el Washington Post, i se’l considera el creador del primer paper pintat amb IA del món. Les seves creacions han format part d’exposicions internacionals de disseny, inclosa la Budapest Select de la Setmana del Disseny de Milà. Algunes d'elles s’exposen de manera permanent en espais com el Leon Hotel & Lounge de Budapest, on es poden veure composicions visuals de caràcter surrealista que conviden a reflexionar sobre com es generen i es perceben les imatges.